# Sphaericobathra mochlodroma
Sphaericobathra mochlodroma är en fjärilsart som beskrevs av Edward Meyrick 1933. Sphaericobathra mochlodroma ingår i släktet Sphaericobathra och familjen säckspinnare. Inga underarter finns listade i Catalogue of Life.